# رودنیکووی (آدیغیه)
رودنیکووی (به لاتین: Rodnikovy) یک منطقهٔ مسکونی در روسیه است که در آدیغیه واقع شده‌است.